# رونزکو
رونزکو (به ایتالیایی: Ronsecco) یک کومونه در ایتالیا است که در استان ورسلی واقع شده‌است. رونزکو ۲۴٫۵ کیلومتر مربع مساحت و ۶۰۶ نفر جمعیت دارد.